# Museo e istituto fiorentino di preistoria
Il Museo fiorentino di preistoria "Paolo Graziosi" si trova a Firenze, nell'ex convento delle Suore oblate davanti all'ospedale di Santa Maria Nuova (entrata da via dell'Oriuolo 24 - Biblioteca delle Oblate). È legato all'Istituto italiano di preistoria e protostoria.

## Il museo
Costituito nel 1946 per volere dell'antropologo e paleontologo fiorentino Paolo Graziosi e del suo collega Gaetano Pieraccini, è caratterizzato da due grandi sale, con numerosi reperti divisi per ordine cronologico, con una parte cospicua di ritrovamenti riguardanti l'area fiorentina.
Nella prima sala del Museo sono spiegate in maniera didattica le evoluzioni climatiche e ambientali della preistoria, nonché le trasformazioni fisiche e culturali dell'uomo nella preistoria e nella protostoria. Al centro è esposto il notevole scheletro di un orso delle caverne proveniente da Equi, mentre nelle vetrine si trovano fossili di animali presitorici e una serie di calchi di teschi ominidi.
Nel settore dedicato all'arte preistorica oltre a numerosi calchi e copie di pitture e incisioni rupestri, sono esposte alcune raffigurazioni originali provenienti dalla zona di Massa Marittima, fra le quali un inconsueto piccolo rilievo con un ritratto di uomo barbato, antico di 11.000 anni.
Fra le sepolture spicca il riparo del Romito, risalente al Paleolitico superiore e proveniente dalla zona di Cosenza, con una sepoltura bisoma; grazie ai moderni studi genetici si è scoperto la condivisione del dna mitocondriale, quindi una parentela stretta, tra due dei nove individui trovati sepolti nel sito archeologico.
Nella parte finale dell'ultima sala sono disposti alcuni reperti di provenienza africana, frutto di spedizioni di Paolo Graziosi, e una parte di reperti provenienti dall'area fiorentina.

## Altri musei scientifici a Firenze
- Museo di storia naturale, diviso nelle sei sezioni dei musei universitari:
  - Museo di storia naturale sezione di zoologia La Specola in via Romana, collezione zoologica e anatomica.
  - Museo di storia naturale sezione di antropologia ed etnologia ed etnologica.
  - Museo di storia naturale sezione di botanica, in via La Pira, collezione botanica
  - Museo di storia naturale sezione di geologia e paleontologia, in via La Pira, collezione geologica e paleontolica
  - Museo di storia naturale sezione di mineralogia e litologia, in via La Pira, collezione di minerali e litologica
  - Museo di storia naturale sezione orto botanico, in via Micheli, orto botanico.
- Museo Galileo
- Giardino di Archimede (Museo della matematica)
- Planetario di Arcetri